# Digitalidoideae
Digitalidoideae potporodica porodice Plantaginaceae. Postoji 5 tribusa; tipični rod je Digitalis, hrvatski nazivan naprstak ili pustikara.
Potporodica je opisana 1882.

## Tribusi i rodovi
1. Tribus Digitalideae Dumort.
  1. Digitalis L. (26 spp.)
  2. Erinus L. (2 spp.)
2. Tribus Plantagineae Dumort.
  1. Littorella Bergius (3 spp.)
  2. Aragoa Kunth (19 spp.)
  3. Plantago L. (235 spp.)
3. Tribus Sibthorpieae Benth.
  1. Sibthorpia L. (5 spp.)
  2. Ellisiophyllum Maxim. (1 sp.)
4. Tribus Veroniceae Duby
  1. Scrofella Maxim. (1 sp.)
  2. Veronicastrum Heist. ex Fabr. (21 spp.)
  3. Lagotis Gaertn. (30 spp.)
  4. Kashmiria D. Y. Hong (1 sp.)
  5. Wulfenia Jacq. (4 spp.)
  6. Picrorhiza Royle ex Benth. (4 spp.)
  7. Wulfeniopsis D. Y. Hong (2 spp.)
  8. Paederota L. (2 spp.)
  9. Synthyris Benth. (19 spp.)
  10. Veronica L. (457 spp.)
5. Tribus Hemiphragmeae Rouy
  1. Hemiphragma Wall. (1 sp.)